# Celinda Sosa
Celinda Sosa Lunda (née le 13 octobre 1963 à Yesera (Tarija)) est une femme politique bolivienne, ministre des Affaires étrangères depuis le 27 novembre 2023 au sein du gouvernement de Luis Arce. Entre 2006 et 2007, elle occupe la fonction de ministre de la Productivité et des Microentreprises au sein du gouvernement d'Evo Morales. 

## Biographie
Celinda Sosa Lunda est née le 13 octobre 1963 à Yesera, Cercado dans le département de Tarija. En 1986, elle fonde le Centre de formation et de recherche sur les femmes rurales et en a été la directrice exécutive de 1988 à 2006. Elle fonde la Fédération syndicale unique des travailleurs paysans de Bolivie et occupe le poste de secrétaire générale de la Fédération nationale des femmes paysannes Bartolina Sisa. 
Sosa est membre du Mouvement pour le socialisme (MAS) d'Evo Morales qui la nomme ministre de la Productivité et des Microentreprises de 2006 à 2007,.  
En 2008, elle est représentante présidentielle du département de Tarija jusqu'à la création du Bureau de coordination des autonomies dans ce département, qu'elle rejoint comme directrice de 2009 à 2013. Elle travaille au sein du gouvernement départemental de Tarija de 2013 à 2015, où elle préside le Secrétariat du développement social chargé des politiques de santé, de genre, d'éducation et d'assistance sociale. 
Sosa fait partie de la Banque de développement productif (BDP) en tant que vice-présidente du conseil d'administration. 

### Ministre des Affaires étrangères
Le 27 novembre 2023, Sosa est nommée ministre des Relations extérieures par le président Luis Arce. Lors de sa nomination, elle critique les politiques de blocus unilatéraux et de sanctions internationales orchestrées par certains pays. 